# ماريسا ماير
ماريسا آن ماير (بالإنجليزية: Marissa Mayer)‏ هي المديرة التنفيذية ورئيسة شركة ياهو!، منذ يوليو من العام 2012. ويشار إلى شغلها منصب تنفيذي بشركة جوجل بالإضافة إلى كونها المتحدث الرسمي لشركة جوجل سابقًا. وفي تصنيف لمجلة فورتشن، جاءت ماير في المرتبة الثامنة كأكثر سيدات الأعمال نفوذًا في الولايات المتحدة الأمريكية. ويبلغ أجرها السنوي 42.1 مليون دولار منذ انضمامها إلى ياهو.
ولدت ماير في 30 أيار عام 1975، وهي من المديرين التنفيذيين لشركة «ياهو» إحدى أهم الشركات الأميركية والعالمية. كانت لمدة طويلة المديرة التنفيذية لشركة جوجل والناطق الرسمي باسمها، وهي أصغر مديرة تنفيذية ضمن قائمة فورتشن 500. تخرجت ماير بمرتبة الشرف في جامعة ستانفورد بدرجة البكالوريوس في النظم الرمزية، وبدرجة الماجستير في علوم الحاسوب، وفي كلتا الشهادتين تخصصت في مجال الذكاء الصناعي. وفي عام 2009 منح معهد إلينوي التقني ماير درجة الدكتوراه الفخرية تقديرا لعملها في مجال البحث. انضمت لجوجل عام 1999، وكانت الموظف رقم 20، وكانت أول مهندسة في الشركة، وخلال 13 سنة قضتها في الشركة، شغلت ماير مناصب عدة مهمة وفعالة في الشركة. وفي 16 يوليو، 2012، تم تعيين ماير كرئيسة تنفيذية لشركة ياهو، كما أصبحت أيضاً عضواً في مجلس إدارة الشركة. بعد ستة أشهر فقط من تسلم منصبها كمدير تنفيذي لشركة ياهو، حصلت على مكافأة قدرها 1,12 مليون دولار أمريكي، وقد كشفت مصادر أن الراتب السنوي لماريسا يبلغ أكثر من مليون دولار سنوياً، أي ما يعادل 83 ألف دولار شهرياً، بالإضافة إلى الحوافز والمكافآت التي من الممكن أن تصل إلى مليوني دولار سنوياً، بناءً على وصولها إلى الأهداف التي عينها مجلس إدارة ياهو لها. بالإضافة إلى كل هذه الميزات أيضاً حصلت ماريسا على أسهم في شركة ياهو تساوي أكثر من 56 مليون دولار. منها كان 14 مليون دولار كأسهم تعويضية عن خسارة أسهمها في جوجل.

## حياتها المبكرة والتعليم
ولدت ماير في مدينة واوسو بولاية ويسكونسن. ولدت ماير لأم تدعى ماغريت، معلمة الفن من أصل فنلندي؛ وأب يدعى مايكل، وهو مهندس بيئي يعمل لصالح شركات المياه.
بعد تخرجها في مدرسة غرب واوسو الثانوية، وقع عليها الاختيار مرتين لتمثيل المعسكر العلمي الوطني للشباب في غرب فيرجينيا،  كانت المرة الأولى من تومي تومبسون، والثانية من حاكم ولاية ويسكونسن. حصلت ماير عند تخرجها من جامعة ستانفورد على درجة البكالوريوس في الأنظمة الرمزية مع مرتبة الشرف، وأخري درجة الماجستير في علوم الحاسب مع مرتبة الشرف. وبالنسبة لتلك الشهادتين، كان تخصصها في مجال الذكاء الاصطناعي. وفي 2009، منحها معهد إلينوي للتكنولوجيا درجة الدكتوراة الفخرية تقديرًا لأبحاثها في هذا المجال.
كان معهد ستانفورد للأبحاث الدولي الواقع في مينلو بارك بكالفورنيا؛ وكذا مختبر أبحاث يو بي إس الواقع في مدينة زيورخ السويسرية، هما معقل ماير التدريبي.

## حياتها العملية

### جوجل
كانت ماير الموظفة رقم 20 ب شركة جوجل، وأول مهندسة تلتحق بالعمل في الشركة عام 1999. وطوال فترة عملها بالشركة المقدرة بنحو 13 عامًا، عملت ماير كمهندسة ومصممة ومديرة إنتاج. شغلت ماير مناصب هامة عدة في جوجل البحث وجوجل الصور وجوجل الأخبار وجوجل الكتب وجوجل الخرائط وجوجل البحث عن المنتج وجوجل شريط الأدوات وآي جوجل وجي ميل. وأشرفت أيضًا على تصميم محرك البحث جوجل البسيط والمعروف.
وفي السنوات الأخيرة من عملها بالشركة، شغلت ماير منصب نائب رئيس الخدمات المحلية والخرائط وتحديد المواقع؛ بعد أن شغلت نائب رئيس البحث عن المنتجات وتجربة المستخدم.

### ياهو!
في 16 يوليو، اُختيرت ماير لمنصب الرئيس والمدير التنفيذي لشركة ياهو!، لتبدأ عملها اليوم التالي مباشرة. وفي الوقت ذاته، كانت ماير عضوًا بمجلس إدارة الشركة. وفي 2013، جاءت ماير في المرتبة ال 32 في تصنيف مجلة فوربس كأقوى إمرأة نفوذًا في العالم. كما جاء التصنيف السنوي لمجلة فورتشن بماير في المرتبة الأولى من أشهر 40 سيدة أعمال تحت الأربعين. وفي 2014، جاءت مرة أخرى واحدة من أكثر 100 امرأة مؤثرة في العالم. والجدير بالذكر، أن ترتيبها جاء ال18، خلفًا لبيونسي نولز.
وفي خطوة منها لتبسيط العملية البيروقراطية و«جعل الثقافة تستمد جدارتها من نفسها»، أطلقت ماير مشروع جديد على الانترنت اسمته آر بي & جي لجمع شكاوى الموظفين، فضلُا عن تصويتهم ضد المشاكل التي تقابلهم في العمل. وفي حال زادت الشكاوي عن 50 صوتًا، تقوم الإدارة عبر الانترنت بفحص الأمر تلقائيًا.
وفي فبراير 2013، تبنت ماير سياسة رشيدة حيال الموظفين هدفها تغيير ياهو! تتطلب من جميع الموظفين العاملين عن بعد بالحضور للعمل بمكاتبهم. وبعد عملها في منزلها حتى قضاء فترة حملها، عادت ماير إلى عملها بمكتبها في ياهو، بعد إنجابها ولد، واحتوائه بحضانة جانب الجناح الذي يحوي مكتبها. وعليه، لاقت ماير انتقادات واسعة بسبب حظرها «العمل عن بعد».
وفي أبريل 2013، غيرت ماير من سياسات ياهو! حيال إجازة الأمومة؛ عن طرق إطالة وقتها، وزيادة الدعم المالي للآباء. وقد أشارت السي إن إن إلى أن السياسات الجديدة المتبعة تشبه نظيرتها من شركات وادي السيليكون كجوجل وفيسبوك.
وفي شهر مايو من عام 2013، سعت ماير إلى ضم تمبلر بعملية شراء بلغت 1.1 مليار دولار. كان هذا الشراء واحداً فقط في سلسلة عمليات شراء كبرى تمت منذ تولي ماير منصب الرئيس التنفيذي للشركة. وفي يوليو 2013، أصاب انخفاض إيرادات الشركة، بالرغم من ارتفاع الأرباح مقارنة بالسنة الفائتة. كان الصمت هو رد الفعل عندما بلغ هبوط الأسهم 1.7 %.

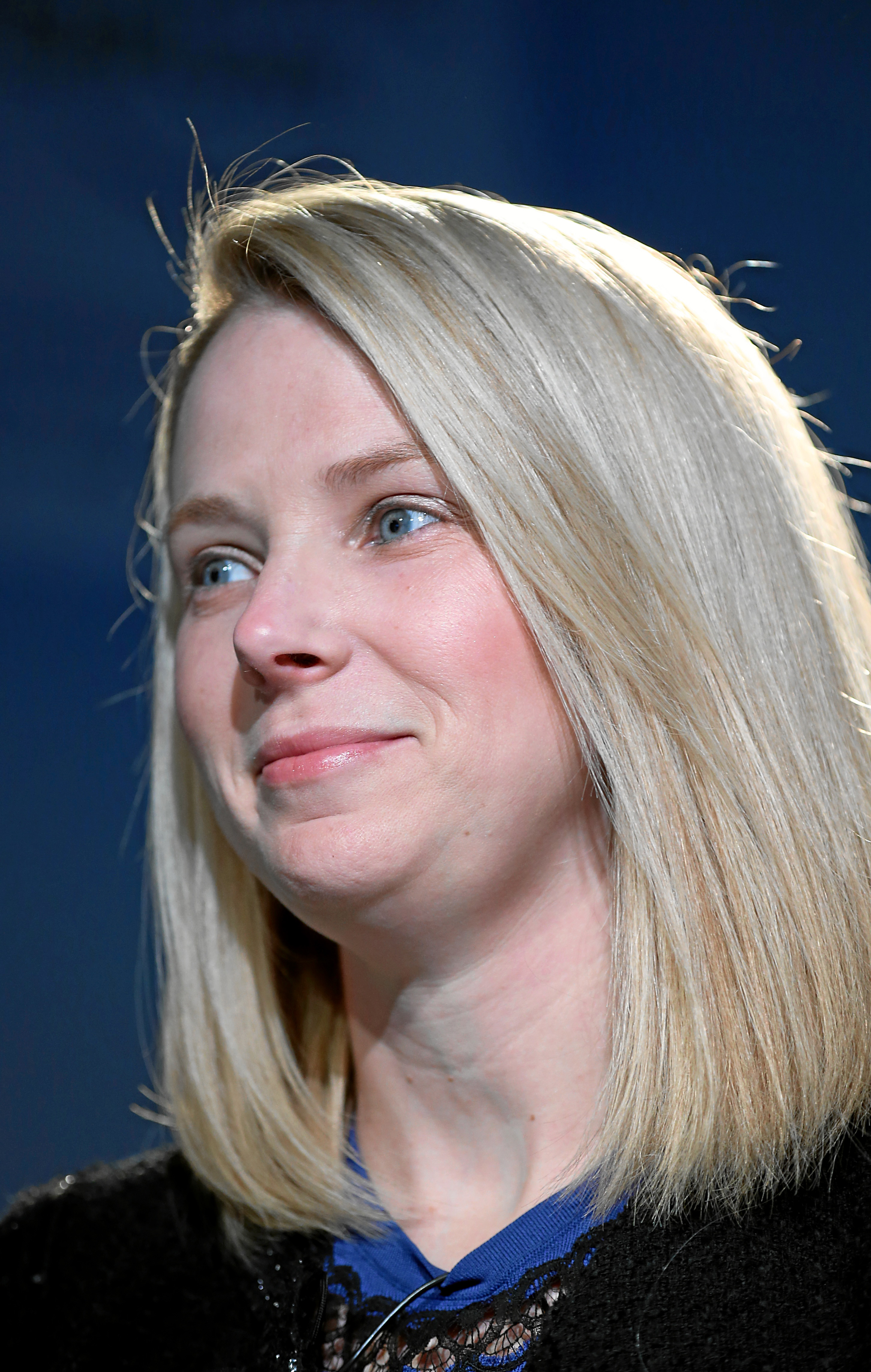
ماريسا ماير، 2012

وفي سبتمبر 2013، أفادت تقارير بأن سعر أسهم الشركة قد تضاعف على مدى 14 شهرًا منذ تولي ماير منصب المدير التنفيذي للشركة. وبحلول نوفمبر 2013، وضعت ماير نظام لاستعراض الأداء مبني على منحنى ناقوسي، لتصنيف الموظفين، باقتراح أن موظفي نهاية المنحنى سيتوقفون عن العمل تمامًا؛ في حين اشتكى بعض الموظفين أن عددًا من المديرين يرون أن تلك العملية إجبارية.

## الجوائز والتكريم
كانت ماير عضوة بالعديد من مجالس الإدارة بشركة ياهو! ووول مارت وجاوبون؛ وأيضًا العديد من المجالس غير الربحية مثل كوبر هيويت والمتحف الوطني للتصميم وشركة سان فرانسيسكو للباليه ونيويورك للباليه وأخيرًا متحف سان فرانسيسكو للفن الحديث.
ومن ناحية أخرى، استثمرت ماير بفاعلية في شركات التكنولوجيا مثل متاجر النشطة لشركة مينتد للتصميم.
جاء اسم ماير ضمن التصنيف السنوي لمجلة فورتشن لأقوى سيدات الأعمال عام 2008 و2009 و2010 و2011 و2012 و2013 بترتيب 50 و44 و42 و38 و14 و8 على التوالي. وفي عام 2008، كانت ماير أصغر امرأة ضمن التصنيف؛ عن عمر 33 عاماً. وفي عام 2009، احتلت ماير المرتبة الأولى في تصنيف مجلة جلامور النسائية.
وجاء ترتيب مجلة فوربس بماير ضمن أقوى 100 امرأة مؤئرة في العالم عام 2012 و2013؛ برتبة 20 و32 على التوالي. وفي سبتمبر 2013، أصبحت ماير الرئيسة التنفيذية الأولى لتصنيف مجلة فورتشن حول 500 شركة حسب الإيرادات. وفي 2013، جاء اسمها ضمن مائة مجلة التايم؛ لتصبح بذلك أول امرأة تستحوذ المرتبة الأولى في تصنيف مجلة فورتشن لأفضل 40 سيدة أعمال تحت عمر الأربعين. كانت ماير بمثابة علامة تاريخية في عمر مجلة فورتشن لعام 2013؛ إذ أنها الشخص الوحيد ضمن ثلاثة تصنيفات سنوية المتضمنة سيدة أعمال السنة (المرتبة العاشرة) والمرأة الأكثر تأثيرًا (المرتبة الثامنة) وأكثر 40 سيدة أعمال شهرة (المرتبة الأولى) كل في آن واحد.

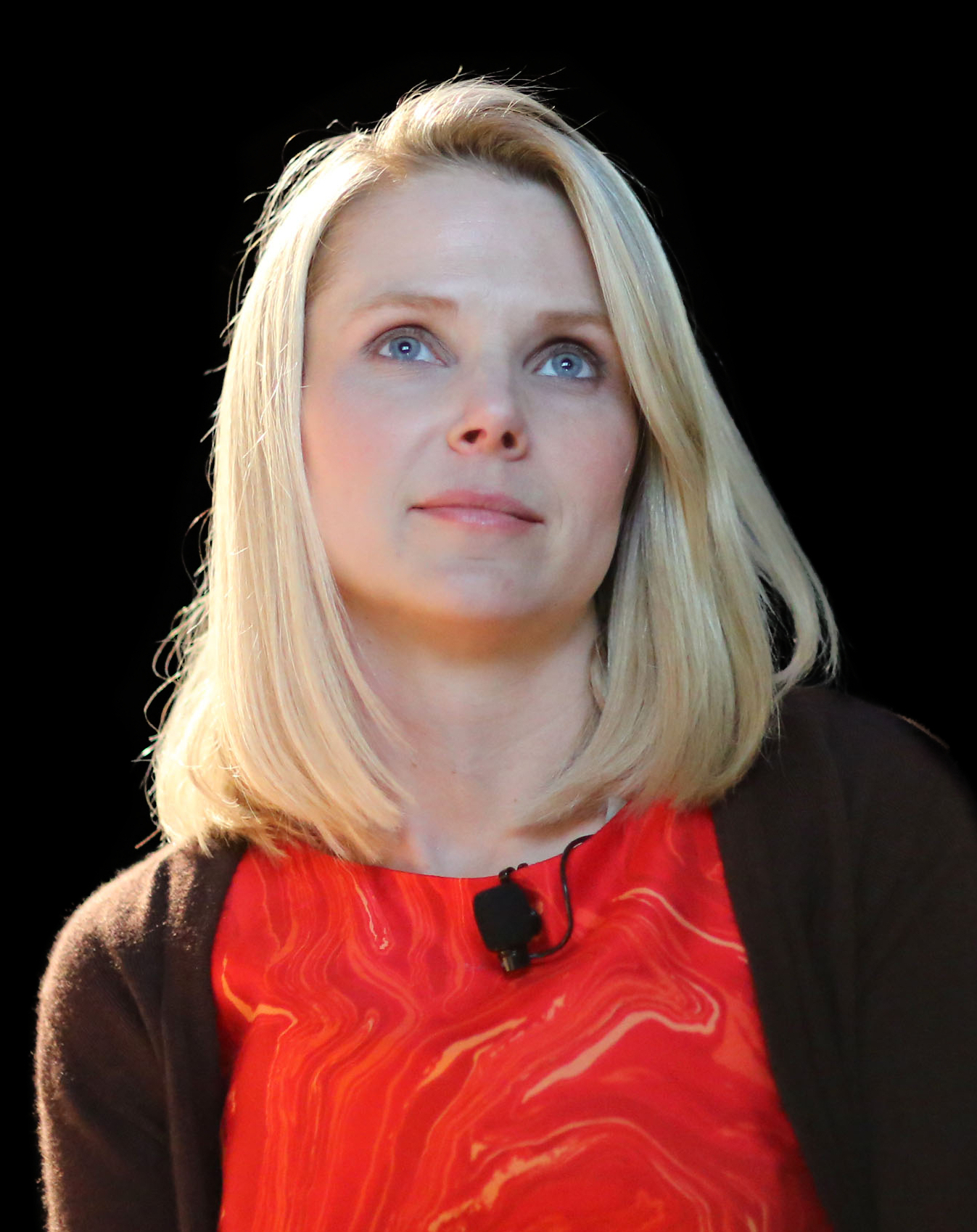
ماريسا ماير، 2013

## سلسلة من الإنجازات
في 16 يوليو 2012، تم تعيين ماير في شركة ياهو بمنصب الرئيس التنفيذي في عام 2013، حصلت ماير على المركز 32 في قائمة مجلة فوربس لأفضل 100 من النساء الأكثر نفوذا في العالم. في عام 2013، أصبحت ماير المرأة الأولى المدرجة كرقم واحد في القائمة السنوية لأفضل 40 شخص من نجوم الأعمال حسب مجلة فورتشن تحت سن 40 سنة. ولقد شهدت ياهو في الأونة الأخيرة انخفاضأ في قيمة أسهمها بنحو 1.7% مسبباً ذلك صدمة في شارع وول ستريت ليعود من جديد ويتضاعف بعد 14 شهر فقط من تعيين ماير رئيساً تنفيذياً في ياهو ومن هنا بدأت إنجازات ماريسا ماير. وأوضحت كاثي مينج، المدير المالي لهواوي، أنّ تقديرات إيرادات المبيعات العالميّة للشركة تتراوح بين 39.34 و39.67 مليار دولار أمريكي؛ أي بزيادة قدرها 8%. وأضافت أنّ هناك توقعات بأن تتراوح الأرباح التشغيلية للشركة بين 4.73 و4.86 مليار دولار أمريكي لسنة 2013. وذلك من خلال إعادة تنظيم الهيكل الإداري حيث نجحت ماير في خفض تكاليف التشغيل الداخلية وقامت أيضاً بزيادة الاستثمار في مجال البحث والتطوير تصل إلى 5.5 مليار دولار محققة بذلك نجاح جديد يضاف إلى سجلها. كما أعلنت شركة «ياهو» الأميركية، أنها اشترت شركة «واندر» الناشئة، سعياً إلى إنعاش نموها.
وفي سبتمبر 2013، قررت «ماريسا ماير»، تغيير شعار الشركة ومحرك البحث التابع لها، تزامناً مع طرح خدمات جديدة وتغيير شكل الصفحة الرئيسية لقسم الأخبار، وتحديث لخدمة البريد الإلكتروني والصور، فليكر. وقالت «ماير»، بحسب شبكة «سي نت»، الإخبارية المعنية بالتكنولوجيا، إن تغيير شعار الشركة الذي استغرق عدة أشهر، هو البدء في مرحلة جديدة للشركة في عالم الإنترنت». وكشفت دراسة حديثة أجرتها شركة «كومسكور»، المتخصصة في خدمات الإنترنت، تخطي مجموعة الإنترنت الأمريكية «ياهو» منافستها «جوجل» في يوليو من العام ذاته من حيث عدد الزائرين، للمرة الأولى منذ عامين في الولايات المتحدة. وأشارت «كومسكور» إلى أن المواقع الإلكترونية الخاصة ببوابة «ياهو»، استقطبت 196.6 مليون زائر، يوليو عام 2013، فيما جذبت «جوجل» 192.2 مليون زائر استخدموا محرك البحث الخاص بها أو خدمة الرسائل «جي ميل» وغيرهما. وسجلت «ياهو»، الأمريكية لخدمات الإنترنت، أرباحا أكبر من المتوقع خلال الربع الثاني من العام 2013، حيث وصلت مكاسبها في السهم لـ 0.35 دولار أمريكي، محققة 1.07 مليار دولار إيرادات، حسب موقع «تك كرانش»، المعني بأخبار شركات التكنولوجيا. وأرجعت الرئيس التنفيذي للشركة، «ماريسا ماير»، السبب في ارتفاع أرباح «ياهو» عن التوقعات، إلى أن الشركة شهدت خلال هذه الفترة أداءً مستقرًا، بالتزامن مع إطلاق منتجات جديدة كل أسبوع، كتحديث خدمة «ياهو نيوز» وتطبيق الرياضة Yahoo! Sports والتصميم الجديد لمحرك البحث وخدمة مشاركة الصور «فليكر».
وفي العام 2012، توقع أن تبدأ شركة ياهو بتقليص عدد الموظفين العاملين فيها إلى أقل من النصف حيث يبلغ عدد موظفي الشركة حوالي 18000 موظف. وتعمل الشركة على تقليص العدد حتى يصل إلى 8000 موظف. وتعتبر هذه الخطوة جزءاً من خطة رسمتها ماريسا ماير لشركة ياهو، والتي تنوي إنعاش الشركة من جديد خصوصاً بعد فشل ياهو في تحقيق المزيد من التقدم في العالم التكنولوجي بعد ان كانت الشركة من أقوى الشركات وأنجحها عالميًا. ويشار إلى أن شركة ياهو كانت قد نفذت في السنوات الاخيرة مجموعة من عمليات الاستحواذات التي وصفت بأنها فاشلة بامتياز من بينها الاستحواذ على شركة «مكتوب» العربية صاحبة محرك البحث «عربي» وصاحبة أول بريد عربي «مكتوب» وقد كانت هذه الشركة تمشي بخطى ناجحة إلى ان استحوذت عليها ياهو فكان مصيرها الفشل. وتعمل ماريا ماير شركة ياهو، على استعادة مكانة ياهو وإنعاشها من خلال مجموعة من الخطوات والاجراءات التي تعمل حاليًا على تنفيذها.

## حياتها الشخصية
واعدت ماير، لاري بايج - أحد مؤسسي شركة جوجل - في وقت مبكر من عام 2000. تزوجت ماير من محام ومستثمر يدعى زاكاري بوج في ديسمبر 12، 2009. وفي يوم وقع اختيار ياهو على ماير، أعلنت ماير أنها حامل  بطفل وضعته يوم 30 سبتمبر، 2012.
وعلى الرغم من استخدام وسائل الإعلام الاجتماعية لايجاد اسم مناسب،  وقع اسم ماكاليستر محل الاختيار من قائمة موجودة بالفعل.
تعتنق ماير اللوثرية -مذهب بروتستانتي،  حيث قال عنها فينس لومباردي: «إلهك، عائلتك، ومشجعي فريق جرين باي باكرز»؛ مستشهدًا بأولوياتها قائلًا: «الله، العائلة، ياهو! .. فيما عدا كوني غير متدينة بما فيه الكفاية، فإنها حقًا العائلة، وياهو!» 
وفي أغسطس 2013، أفاد تقرير أصدره موقع «بيزنس إنسيدر» بأن ماير تعيش في جناح بنتهاوس بفندق فور سيزونس الواقع في سان فرانسيسكو بصحبة زوجها وابنها.

## وصلات خارجية
- ماريسا ماير على موقع IMDb (الإنجليزية)
- ماريسا ماير على موقع الموسوعة البريطانية (الإنجليزية)
- ماريسا ماير على موقع مونزينجر (الألمانية)
- ماريسا ماير على موقع إن إن دي بي (الإنجليزية)
- Marissa Mayer على إن إن دي بي